# Trinquet de la Cova Santa

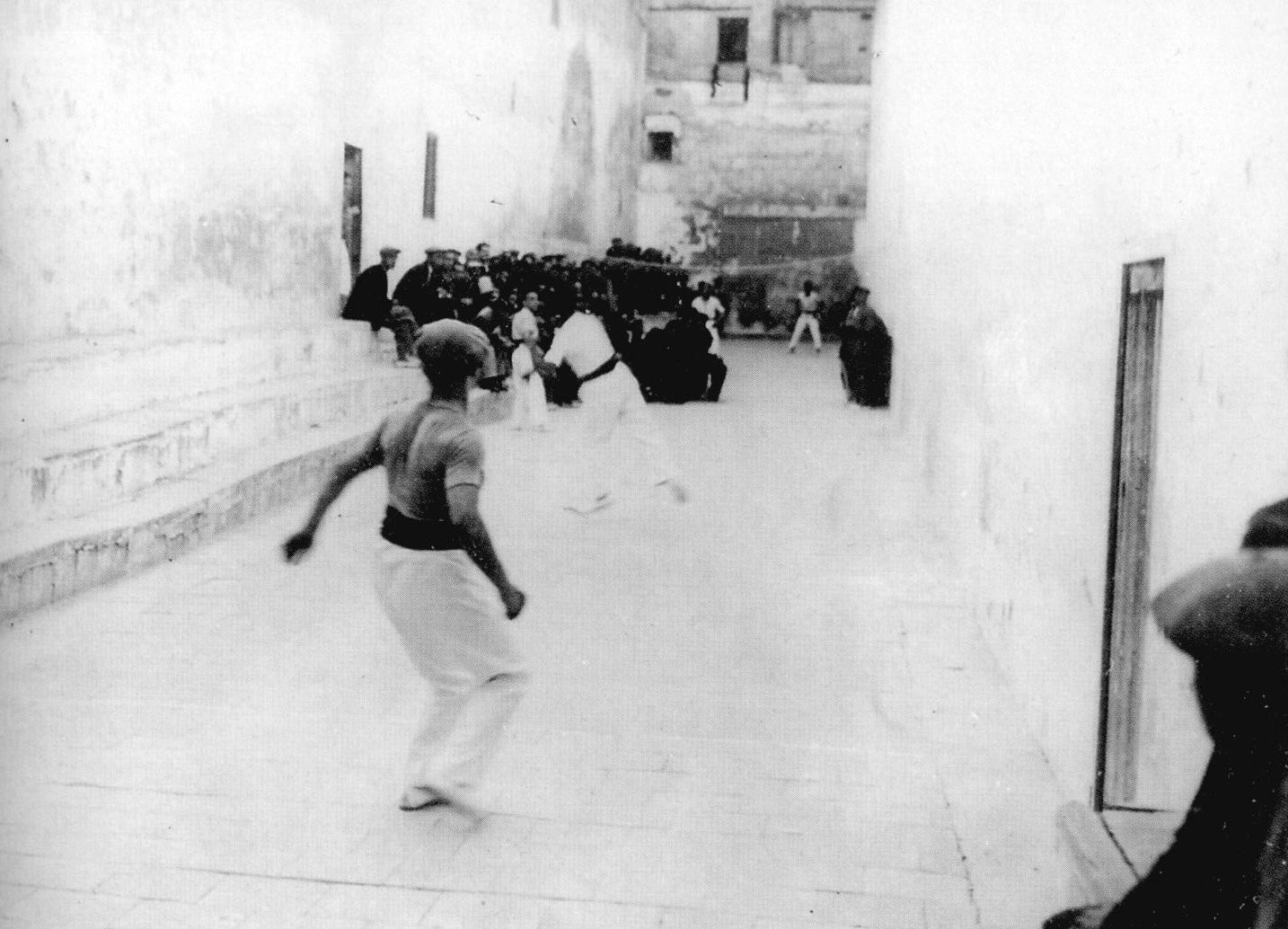
Trinquet de la Cova Santa, 1926

El Trinquet de la Cova Santa és un trinquet a la ciutat d'Alcoi.

## Història
Atesa la popularitat de l'esport de la pilota valenciana a Alcoi, el 1842 el noble José Luis Samper de las Casas demanà permís per construir el que havia de ser el tercer trinquet, en la línia de les muralles que va de la Cova Santa a Les Eres. Aquest intent, però, no va fructificar. No fou fins al 16 de desembre de 1863 (5 anys abans que el Trinquet de Pelayo a València) que s'inaugura el Trinquet de la Cova Santa, al número 23 del carreró del mateix nom, amb l'expilotari Vicent Sapiña Colom (Bota) com a trinqueter.
Els jugadors afeccionats pagaven dos mitjos rals per cada partida, mentre que els espectadors amb seient a la galeria pagaven huit rals al mes. Els dies festius l'entrada costava 8 mitjos rals, i era debades la resta de dies. El local era obert de 7 del matí fins a les 8 de la vesprada en estiu, i la resta de l'any depenia de la llum. Hom hi jugava a pilota tots els dies, i era també un lloc de disputa per a pilotaris professionals, vinguts especialment de la Ribera (Alta o Baixa), la Marina (Alta o Baixa), o la Safor.
L'any 1876 n'era propietari José Valls. Des de començaments del segle xx fins al 1914 el trinqueter era el Tio Civil, mentre que a l'any següent fou el torn de José Giner, qui va ser succeït per l'expilotari Caído Vañó (el Tio Càido). Els marxadors més habituals dels anys 1920 van ser Caüca, el Coixo, i Rafelet Pascual l'Inglés.

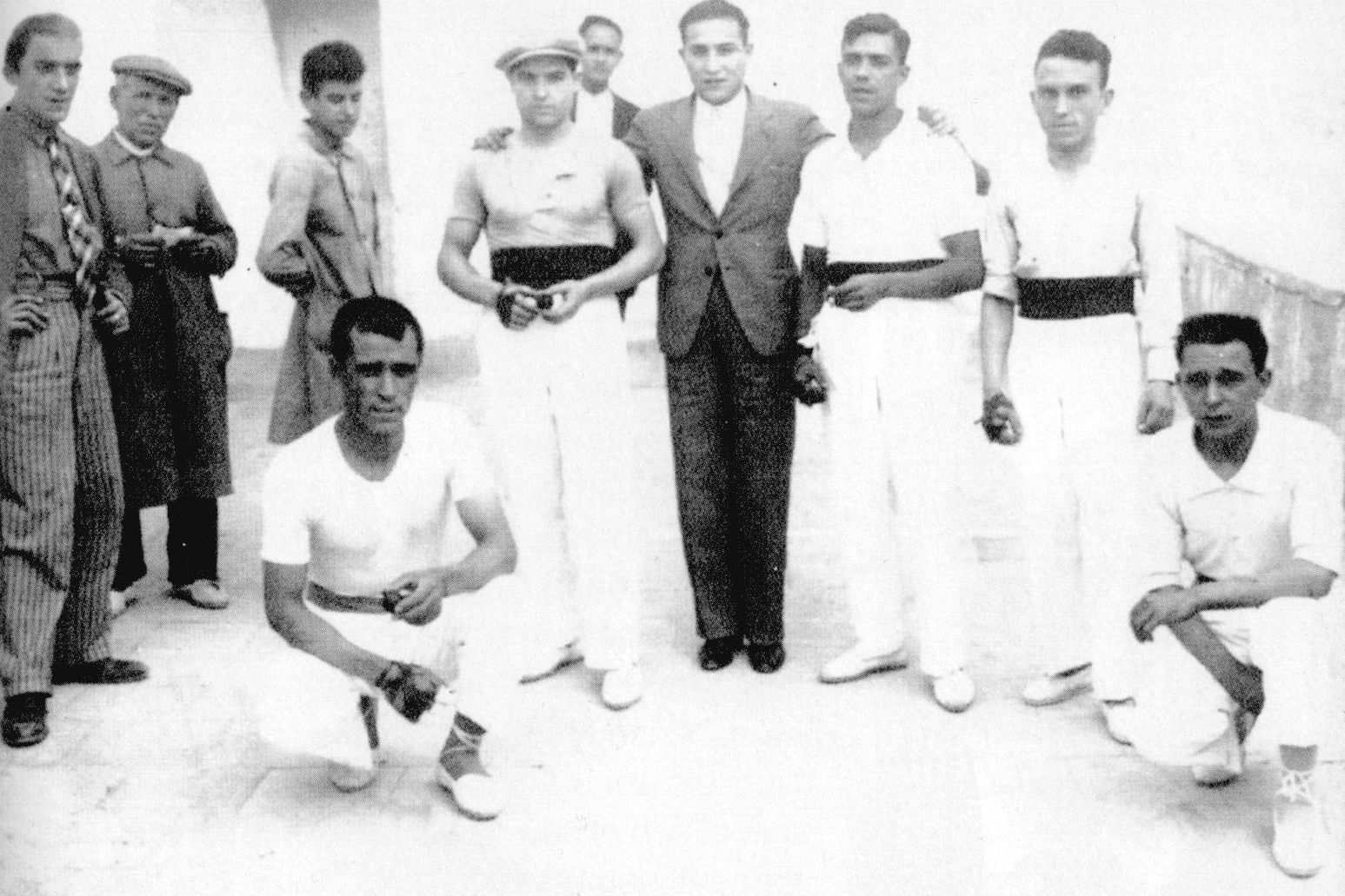
Xulla, el primer pilotari a l'esquerra, anys 1920

Des de 1925 fins a 1932, essent-ne trinqueter Rafael Malchirant Sanz (l'expilotari Xulla), es jugava a pilota tots els dies per la vesprada, i els dissabtes i diumenges tot el dia, això sí, amb molta menys gent si coincidia amb una correguda de bous o amb partit de futbol del C.E Alcoià. El preu de l'entrada a la galeria era de 3 pessetes, i de 4 pessetes a les cadires.
Abans de la Guerra Civil Espanyola el trinquet estava obert de matí per als afeccionats, els quals pagaven 40 cèntims de pesseta (8 perres) per una partida de 3 jocs, o 60 cèntims (12 perres) per la partida de 5 jocs.
Durant més de 20 anys, el Trinquet de la Cova Santa fou el feu inexpugnable d'Adolfo Silvestre Gandia, el Boixet, qui feia parella amb Xulla.
El pilotari i trinqueter Xulla fou substituït per un tal Pepico, qui, el 1933 va deixar lloc a Juan Domínguez (Juanito el Sarguero, o el Sargueret), el qual va reparar el trinquet i el reviscolà, popularitzant el joc de la pilota de bell nou, tal com demostren els beneficis de 440 pessetes que s'aconseguiren amb la partida d'exhibició a benefici dels milicians alcoians en la Guerra Civil (22 d'agost de 1936).
L'expilotari Francisco Rico Sempere (Borrelló) en fou arrendatari en diverses ocasions, fins que, pels volts dels anys 1950, se'n van fer càrrec els germans Tortosa (Viçantet i Berti del Tossal), després el portaria un tal Landa el Parauiero, i també els germans Richart, però el seu tancament l'any 1969 o 1970 va succeir de mans de Trinitario Corbí (Marchena).
Des de juny de 2006 l'Ajuntament d'Alcoi ha reobert el Trinquet de la Cova Santa, tot i que amb algunes deficiències com la irregularitat del sòl, l'escassa llargària i l'absència de vestidors o serveis.

## Característiques
En el moment de la inauguració el Trinquet de la Cova Santa era descobert, de 54m. de llarg, 6m. d'ample i amb parets de 8m. d'alt. Els espectadors comptaven amb 3 galeries, cobertes, amb cadires, bancs de fusta o seients fixos, a més de 3 graderies.
Els vestidors per als jugadors eren sota la galeria, mesuraven 4m. de llarg per 2 metres i mig d'ample, amb cadires i perxes.
A la dreta de la llotgeta hi havia una porta que duia a un pati, anomenat l'"Hortet dels Birlos", d'uns 9m. de llarg per 5 m. d'ample on la gent jugava a bitlles els diumenges i dies festius després de les partides de pilota.

## Modalitats
Tot i que hi era conegut, el raspall no era del grat dels afeccionats alcoians, els quals preferien, i de molt, una modalitat per dalt corda, el "rebot".